# درو هوتون (سياسي)
درو هوتون هو سياسي كندي، ولد في 8 أكتوبر 1953، وتوفي في 18 أغسطس 2014 في إدمونتون في كندا. نشط حزبياً في الرابطة التقدمية المحافظة في ألبرتا ‏. وقد انتخب عضو الجمعية التشريعية في ألبرتا ‏.